# Battaglie dei Tre Monti
Le battaglie dei Tre Monti furono una serie di battaglie combattute durante la prima guerra mondiale tra l'esercito italiano che, assieme a reparti francesi, britannici e legioni cecoslovacche, fronteggiò quello austroungarico per la conquista dei "Tre Monti": il col del Rosso, il col d'Echele ed il monte Valbella, sull'altopiano dei Sette Comuni, in provincia di Vicenza. Le battaglie si svilupparono tra la fine del 1917 e l'ottobre 1918 a seguito della seconda battaglia delle Melette. Furono tra le più grandi battaglie d'artiglieria campale della Prima guerra mondiale. Sui Tre Monti si registrarono inoltre le prime vittorie offensive dell'esercito italiano dopo Caporetto e l'anniversario della Brigata Sassari cade il 28 gennaio, in ricordo della prima battaglia dei Tre Monti. Tale data, sino al 1993, fu anche la festa della Regione Sardegna in ricordo degli stessi eventi.

## Le battaglie

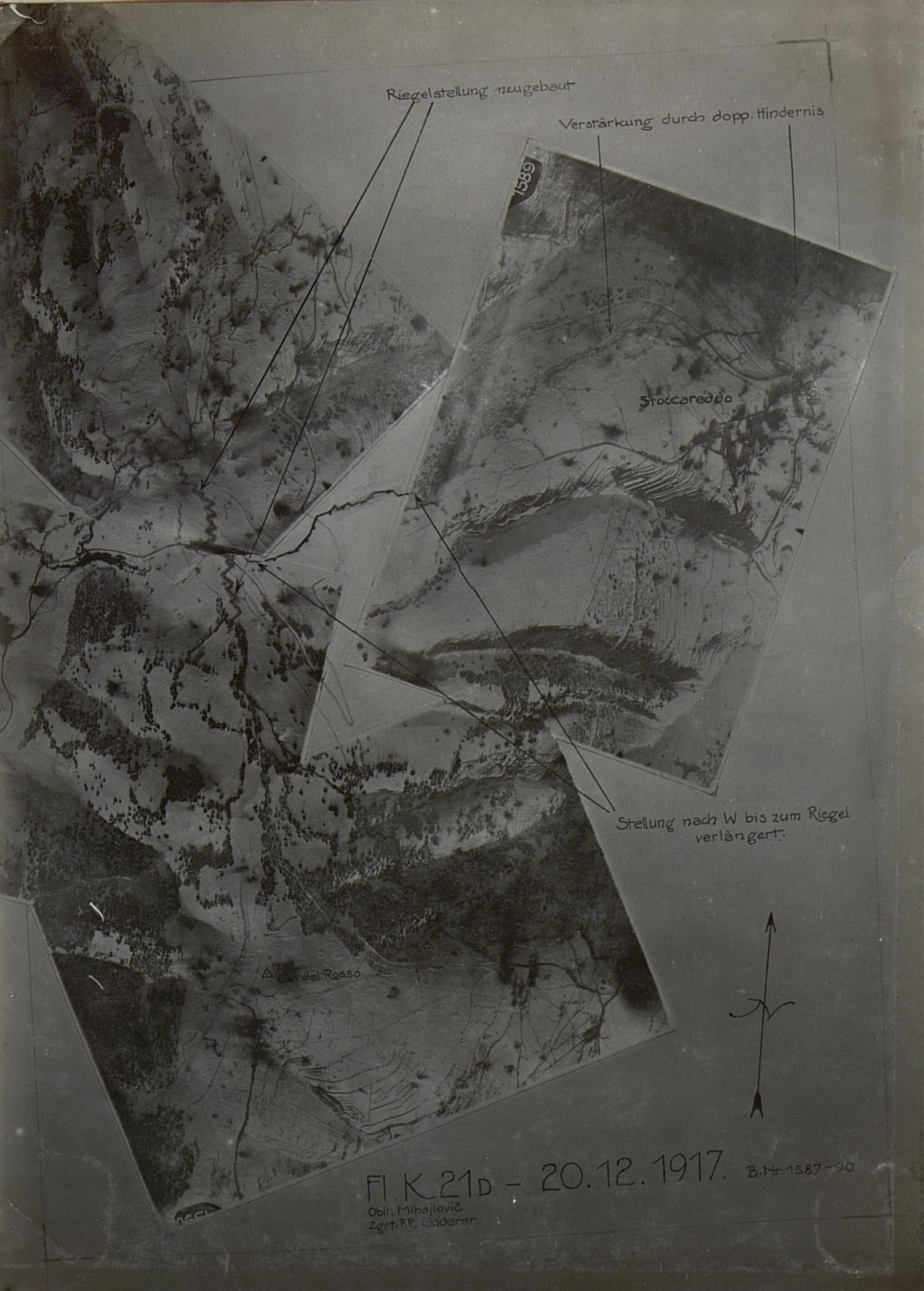
Foto aeree austro-ungariche del Col del Rosso

Dopo l'Offensiva di Primavera (che interessò marginalmente e per pochi giorni la zona nel 1916), sui Tre Monti si combatté per un anno intero sul finire della guerra, con le fasi belliche che spiccarono in due grandi battaglie: la prima fu combattuta dal 28 al 31 gennaio 1918 (contrattacco italiano per la riconquista del terreno perso a seguito del ripiegamento sulle Melette dopo Caporetto, con successivo ulteriore ripiegamento proprio sui Tre Monti) e tale battaglia lasciò sul campo ingenti perdite: circa 4750 soldati tra le file imperiali (2000 uomini e 150 ufficiali tra morti, feriti e dispersi e circa 100 ufficiali e 2500 soldati caduti prigionieri) e 5240 uomini tra i reparti dell'Intesa (268 ufficiali, di cui 45 morti, 185 feriti e 38 dispersi e 4972 soldati di cui 534 morti, 3152 feriti e 1286 dispersi) a cui si devono aggiungere 810 prigionieri; la seconda battaglia ebbe luogo tra il 15 ed il 30 giugno 1918 (tentativo di sfondamento austro-ungarico con l'operazione Radetzky all'interno della Battaglia del solstizio). Il 30 giugno 1918 le perdite tra gli austro-ungarici ammontarono a circa 2000 prigionieri, mentre le perdite italiane furono di 552 soldati, di cui 82 cecoslovacchi.

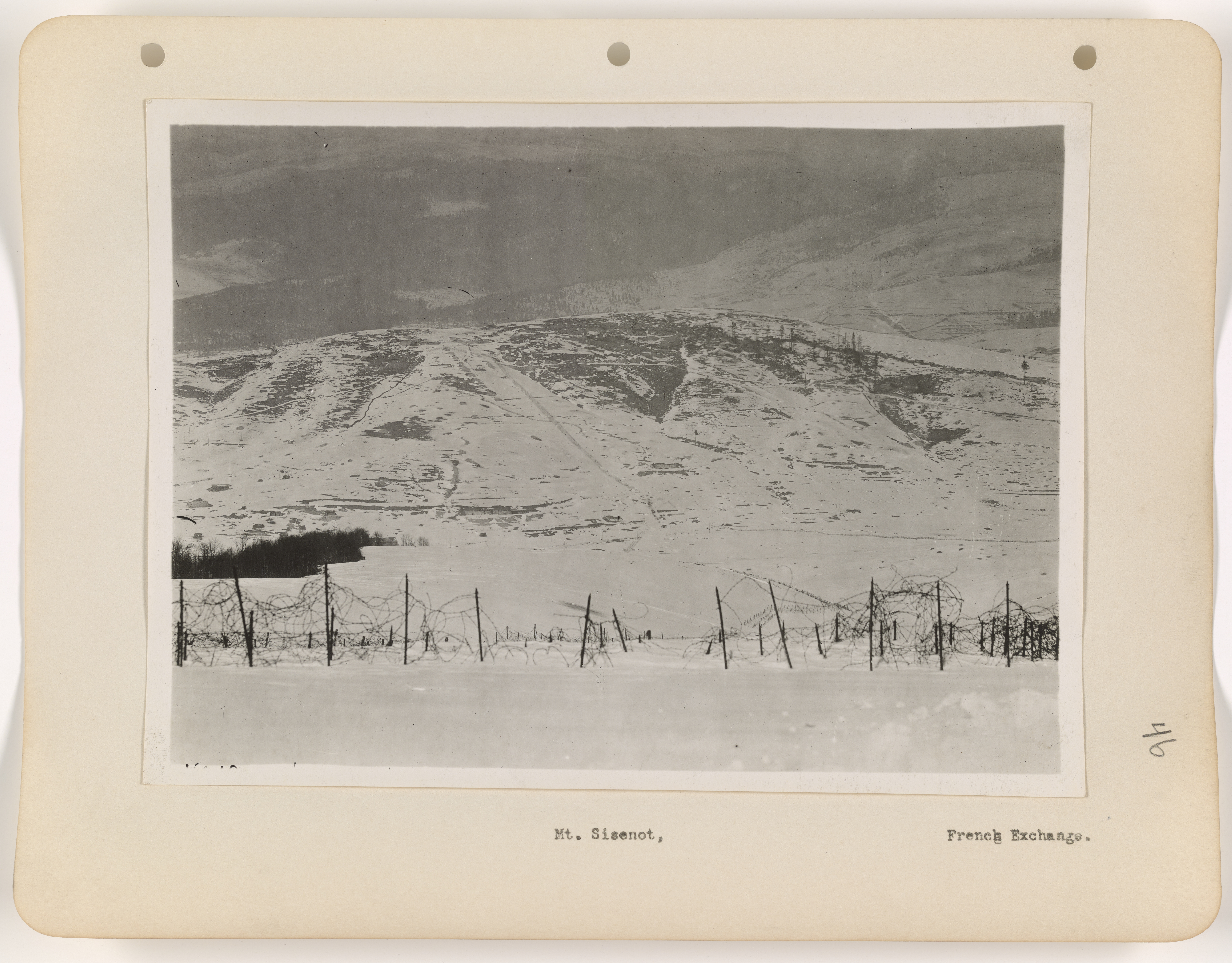
Le prime linee tra il monte Sisemol ed il monte Valbella

### Reparti
Sui Tre Monti si affrontarono, tra gli altri, i migliori reparti dell'esercito austroungarico (come la terza divisione "Edelweiss"), la 18ª divisione, la 26ª divisione Schutzen, le divisioni 53 e 46, la 36^ Honvéd contro reparti del IV Bersaglieri, delle brigate di fanteria Sassari, Mantova, Liguria, Perugia, Bisagno, Pinerolo, Etna oltre che truppe francesi e legioni cecoslovacche ed altre unità ancora.
Furono impiegate anche le Stoßtrupp e gli Arditi.

Uno dei cimiteri militari austroungarici dopo le battaglie sui Tre Monti, sullo sfondo il monte Sisemol

## I Tre Monti nella cultura popolare
Nella zona dei monti interessati dalle battaglie numerosi sono i monumenti a ricordo delle truppe che vi combatterono. 

Sulla sommità del monte Valbella una stele ricorda gli episodi della battaglia del solstizio e anche i reparti francesi che qui combatterono, mentre sulla vetta del Col d'Echele è il monumento in memoria di Roberto Sarfatti, la più giovane medaglia d'oro al valor militare, figlio di Margherita e Cesare Sarfatti. All'inaugurazione del monumento, progettato dall'architetto Giuseppe Terragni, fu presente anche il re Vittorio Emanuele III. 

Altri monumenti si trovano sul Col del Rosso (tra cui un cippo che ricorda la medaglia d'oro alla bandiera conferita alla brigata Sassari per i combattimenti nella zona ed un cippo in ricordo della brigata Liguria), in val di Melago (alla memoria del tenente Eugenio Niccolai) e a Cima Ekar (brigata Pinerolo).
I nomi dei Tre Monti, assieme ad altre località ove combatterono truppe austriache, sono scolpiti in una lapide commemorativa all'interno della chiesa di San Carlo Borromeo di Vienna.
Diverse opere belliche come molte linee trincerate sono oggi scomparse a causa dell'utilizzo dei versanti a pascolo, della costruzione di impianti di risalita e dell'apertura di cave di pietra, nonché di una grande discarica. Tuttavia restano ancora ben evidenti i resti di altre trincee e soprattutto delle buche provocate dalle granate in tutta la zona, ma particolarmente in val di Melago.

## Localizzazione
Le tre montagne ("Tre Monti") si trovano comprese tra gli abitati di Bertigo di Gallio, Campomezzavia, Stoccareddo e Sasso di Asiago: proprio in questa località esiste il Museo “Battaglia dei Tre Monti”.

## Medaglie d'oro al Valor Militare ai soldati italiani sui Tre Monti
- Eugenio Niccolai, Capitano, Comandante della 6ª compagnia del 151º Reggimento fanteria "Sassari"
- Roberto Sarfatti, Caporale 6º Reggimento alpini, 92ª compagnia
- Giovanni Antonio Aprosio, Tenente Colonnello 151º reggimento della brigata "Sassari"
- Roberto Cozzi, Soldato 9º reggimento della brigata "Regina"
- Bruno Gemelli, Tenente Colonnello, Comandante dell'8ª compagnia del 13º reggimento fanteria, brigata "Pinerolo"
- Vincenzo Forte, Sergente, Comandante del III battaglione del 77º reggimento brigata "Toscana"
- Lamberto De Bernardi, Sottotenente (Bersaglieri), assegnato al XVI battaglione d'assalto della 3ª compagnia
- Emilio Pantanali, Tenente (Bersaglieri), 1353ª compagnia mitraglieri "Fiat"
- Marcello Prestinari, Colonnello, Comandante della brigata "Etna"
- alla bandiera della Brigata Sassari